# Lampros Lamprou
Lampros Lamprou (Λάμπρος Λάμπρου; Famagosta, 9 settembre 1977) è un ex calciatore cipriota, di ruolo difensore.

## Carriera

### Club
Ha iniziato a giocare a calcio nell'Ethnikos Achnas, dove ha debuttato nella stagione 1997-1998. Dopo 17 partite è stato acquistato dall'Anorthosis, dove è rimasto soltanto una stagione. Nel 1999 è tornatao all'Ethnikos, dove è rimasto fino al 2006 e per cui ha giocato 130 partite, con 25 reti. Nel 2006, è stato acquistato nuovamente dall'Anorthosis.

### Nazionale
Ha debuttato nella nazionale di Cipro nel corso del 2003.

## Palmarès

### Club

#### Competizioni Nazionali
- Campionato di calcio cipriota: 2

Anorthosis Famagosta: 1998-1999, 2007-2008
- Coppa di Cipro: 1

Anorthosis Famagosta: 2006-2007
- Supercoppa di Cipro: 2

Anorthosis Famagosta: 1998, 2007